# 1992 SR1
1992 SR1 är en asteroid i huvudbältet, som upptäcktes den 26 september 1992 av den japanske amatörastronomen Atsushi Sugie i Dynic-observatoriet.